# Звястовиці
Звястовиці (пол. Zwiastowice) — село в Польщі, у гміні Ґлоґувек Прудницького повіту Опольського воєводства. Населення — 230 осіб (2011).

## Демографія
Демографічна структура станом на 31 березня 2011 року:
|          | Загалом | Допрацездатний вік | Працездатний вік | Постпрацездатний вік |
| -------- | ------- | ------------------ | ---------------- | -------------------- |
| Чоловіки | 123     | 23                 | 82               | 18                   |
| Жінки    | 107     | 25                 | 63               | 19                   |
| Разом    | 230     | 48                 | 145              | 37                   |